# Лікування стовбуровими клітинами
Терапія стовбуровими клітинами – це один з різновидів клітинної терапії, що передбачає використання стовбурових клітин для лікування або профілактики хвороб чи патологічних станів. Є галуззю регенеративної медицини.
Ведуться дослідження застосування стовбурових клітин для лікування офтальмологічних патологій, нейродегенеративних захворювань і таких станів, як діабет і хвороби серця. З 2018 року спостерігається перехід до використання індукованих плюрипотентних стовбурових клітин (iPSC), замість ембріональних стовбурових клітин людини у дослідженнях.
Основною перевагою терапії стовбуровими клітинами є її потенціал для регенерації пошкоджених тканин і органів, пропонуючи лікування станів, які наразі не виліковуються. Однак лікування стовбуровими клітинами не позбавлене ризику, зокрема, ризик відторгнення у випадку неаутологічних стовбурових клітин.

## Медичне використання
Понад 30 років трансплантація гемопоетичних стовбурових клітин (HSCT) використовується для лікування людей із такими захворюваннями, як лейкемія та лімфома; це єдина широко практикувана форма терапії стовбуровими клітинами. Під час хіміотерапії більшість клітин, що ростуть, гинуть цитотоксичними агентами. Ці агенти, однак, не можуть розрізняти лейкемічні або неопластичні клітини та гемопоетичні стовбурові клітини в кістковому мозку. Це побічний ефект звичайних стратегій хіміотерапії, який трансплантація стовбурових клітин намагається усунути; здоровий кістковий мозок донора повторно вводить функціональні стовбурові клітини, щоб замінити клітини, втрачені в організмі господаря під час лікування. Трансплантовані клітини також генерують імунну відповідь, яка допомагає знищити ракові клітини; однак цей процес може зайти занадто далеко, призводячи до хвороби «трансплантат проти хазяїна», найсерйознішого побічного ефекту цього лікування.
Інша терапія стовбуровими клітинами під назвою Prochymal була умовно схвалена в Канаді в 2012 році для лікування гострої реакції трансплантат проти хазяїна у дітей, які не реагують на стероїди. Це алогенна стовбурова терапія, заснована на мезенхімальних стовбурових клітинах (МСК), отриманих з кісткового мозку дорослих донорів. МСК очищають із кісткового мозку, культивують і упаковують до 10 000 доз, отриманих від одного донора. Дози зберігаються в замороженому вигляді до тих пір, поки вони не знадобляться.

## Дослідження

Захворювання та стани, при яких лікування стовбуровими клітинами є перспективним або тільки розвивається

Стовбурові клітини вивчаються з кількох причин. Молекули та екзосоми, що вивільняються зі стовбурових клітин, також вивчаються з метою створення ліків. На додаток до функцій самих клітин, паракринні розчинні фактори, що виробляються стовбуровими клітинами, відомі як секретом стовбурових клітин, були виявлені ще одним механізмом, за допомогою якого терапія на основі стовбурових клітин опосередковує їх вплив на дегенеративні, аутоімунні та запальні захворювання.

### Розмноження стовбурових клітин
Щоб використовувати їх для досліджень або лікування, потрібна велика кількість високоякісних стовбурових клітин. Таким чином, необхідно розробити системи культивування, які виробляють чисті популяції тканиноспецифічних стовбурових клітин in vitro без втрати потенціалу стовбурових клітин. Для цього використовуються два основних підходи: двовимірна та тривимірна культура клітин.
Культивування клітин у двох вимірах регулярно проводиться в тисячах лабораторій по всьому світу протягом останніх чотирьох десятиліть. У двовимірних платформах клітини зазвичай піддаються впливу твердої, твердої плоскої поверхні на базальній стороні та рідини на апікальній поверхні. Заселення такого двовимірного жорсткого субстрату вимагає різкої адаптації для клітин, що вижили, оскільки їм не вистачає позаклітинного матриксу, який є унікальним для кожного типу клітин і який може змінити клітинний метаболізм і знизити його функціональність.

## Ветеринарія
Дослідження, проведені на конях, собаках і котах, можуть сприяти розвитку лікування стовбуровими клітинами у ветеринарії та можуть бути націлені на широкий спектр травм і захворювань, таких як інфаркт міокарда, інсульт, пошкодження сухожиль і зв’язок, остеоартрит, остеохондроз і м’язова дистрофія як у великих тварин, так і у людини. Хоча дослідження клітинної терапії загалом відображають медичні потреби людини, високий ступінь частоти та тяжкості певних травм у скакових коней поставив ветеринарну медицину на передній план цього нового регенеративного підходу. Тварини-компаньйони можуть служити клінічно значущими моделями, які точно імітують захворювання людини.

## Суспільство і культура
Наприкінці 1990-х і на початку 2000-х років була перша хвиля компаній і клінік, які пропонували терапію стовбуровими клітинами, не обґрунтовуючи заяв про здоров’я та не маючи схвалення регуляторних органів. До 2012 року з’явилася друга хвиля компаній і клінік, які зазвичай розташовані в країнах, що розвиваються, де медицина менш регулюється, і пропонують терапію стовбуровими клітинами за моделлю медичного туризму. Як і компанії та клініки першої хвилі, вони висунули подібні серйозні, але необґрунтовані претензії, головним чином клініками в Сполучених Штатах, Мексиці, Таїланді, Індії та Південній Африці. До 2016 року дослідження показало, що тільки в США було понад 550 клінік зі стовбуровими клітинами, які продавали загалом неперевірені методи лікування широкого спектру захворювань майже в кожному штаті країни, що змінило динаміку туризму зі стовбуровими клітинами. У 2018 році FDA надіслало попереджувальний лист до біологічних лабораторій StemGenex у Сан-Дієго, які продали послугу, за допомогою якої брали жир у людей, переробляли його в суміші, які, за словами, містили різні форми стовбурових клітин, і вводили його назад людині. шляхом інгаляції, внутрішньовенного введення або інфузії в спинний мозок; компанія заявила, що лікування було корисним для багатьох хронічних та небезпечних для життя станів.

### Книги
- Серія книг Stem Cell Biology and Regenerative Medicine (Springer, 2009-2023+)
  - Madonna, Rosalinda (2016). Stem cells and cardiac regeneration. Cham: Springer. ISBN 978-3-319-25427-2.
  - Yilmazer, Açelya (2017). In vivo reprogramming in regenerative medicine. Cham. ISBN 978-3-319-65720-2.
  - Lin, Yunfeng (2017). Cartilage regeneration. Cham, Switzerland. ISBN 978-3-319-51617-2.
  - Tatullo, Marco (2017). MSCs and innovative biomaterials in dentistry. Cham: Humana Press. ISBN 978-3-319-55645-1.
  - Botchkarev, Vladimir; Millar, Sarah (2018). Epigenetic regulation of skin development and regeneration. Cham, Switzerland. ISBN 978-3-319-16769-5.
  - Gazouli, Maria; Theodoropoulos, George E. (2019). Digestive system diseases: stem cell mechanisms and therapies. Cham, Switzerland. ISBN 978-3-030-11965-2.
  - Zarbin, Marco A.; Singh, Mandeep, MD; Casaroli-Marano, Ricardo Pedro (2019). Cell-based therapy for degenerative retinal disease. Cham, Switzerland. ISBN 978-3-030-05222-5.
  - Khan, Firdos Alam (2021). Advances in application of stem cells: from bench to clinics. Cham. ISBN 978-3-030-78101-9.

### Журнали
- Cell: Stem Cell
- Stem Cells
- Stem Cell Research & Therapy
- Cell: Stem Cell Reports
- Stem Cell Research

### Статті
- Zakrzewski, W., Dobrzyński, M., Szymonowicz, M. et al. Stem cells: past, present, and future. Stem Cell Research Therapy 10, 68 (2019). doi:10.1186/s13287-019-1165-5.
- Al Abbar, A., Ngai, S. C., Nograles, N., Alhaji, S. Y., & Abdullah, S. (2020). Induced Pluripotent Stem Cells: Reprogramming Platforms and Applications in Cell Replacement Therapy. BioResearch open access, 9(1), 121–136. doi:10.1089/biores.2019.0046.
- Kobold Sabine; Bultjer, Nils та ін. (2023-04). History and current status of clinical studies using human pluripotent stem cells. Stem Cell Reports. doi:10.1016/j.stemcr.2023.03.005.

## Див.також
- Регенеративна медицина
- Персоналізована медицина
- Генотерапія
- Омолодження